# 捕獲説
捕獲説（ほかくせつ）は衛星の起源を説明する説の一つである。捕獲説では、衛星の前駆天体と惑星はそれぞれ別の場所で形成された天体であり、衛星は、衛星前駆天体が惑星の重力に捕らえられて周回したものであると説明される。

## 捕獲の原因
衛星前駆天体と惑星の2体問題を考えたとき、衛星前駆天体は一般に、無限遠（惑星から十分離れたところ）で速度を持つので、軌道エネルギーの散逸が起こらない限り捕獲は起こらない。しかしながら、太陽や他の天体（惑星の衛星や衛星前駆天体の伴星など）を含めた3体問題や、大気や周惑星円盤による空力摩擦、潮汐変形による散逸を考えれば、捕獲を達成できる場合がある。

## 例
火星のフォボスとダイモスやガス惑星の不規則衛星は捕獲衛星だといわれている。月の起源を説明するために捕獲説が唱えられたことがあるが、有力ではない。また、アテン群小惑星2006RH120は一時的（2006年9月-2007年6月）に地球周回軌道に捕獲されたことがある。